# Money in the Bank (2020)
Money in the Bank (2020) – gala wrestlingu wyprodukowana przez federację WWE dla zawodników z brandów Raw i SmackDown. Większość walk na gali odbyła się 10 maja 2020 w WWE Performance Center w Orlando w stanie Floryda, oprócz Money in the Bank ladder matchy, które zostały nagrane 15 kwietnia w Titan Towers w Stamford w stanie Connecticut. Emisja była przeprowadzana na żywo za pośrednictwem WWE Network oraz w systemie pay-per-view. Była to jedenasta gala w chronologii cyklu Money in the Bank.
Na gali odbyło się osiem walk, w tym jedna podczas pre-show. W walce wieczoru, Otis i Asuka wygrali odpowiednio męski i żeński Money in the Bank ladder match, które odbywały się w tym samym czasie. W przedostatniej walce, Drew McIntyre pokonał Setha Rolinsa broniąc WWE Championship. W innych ważnych walkach, Braun Strowman pokonał Braya Wyatta i obronił Universal Championship oraz Bayley pokonała Taminę i obroniła SmackDown Women’s Championship.

## Produkcja
Money in the Bank oferowało walki profesjonalnego wrestlingu z udziałem wrestlerów należących do brandów Raw i SmackDown. Oskryptowane rywalizacje (storyline’y) kreowane są podczas cotygodniowych gal Raw i SmackDown. Wrestlerzy są przedstawieni jako heele (negatywni, źli zawodnicy i najczęściej wrogowie publiki) i face’owie (pozytywni, dobrzy i najczęściej ulubieńcy publiki), którzy rywalizują pomiędzy sobą w seriach walk mających budować napięcie. Kulminacją rywalizacji jest walka wrestlerska lub ich seria.
Walką charakterystyczną dla cyklu WWE Money in the Bank jest Money in the Bank ladder match, w którym zawodnicy walczą o zawieszoną nad ringiem walizkę Money in the Bank. W walizce znajduje się kontrakt upoważniający jego posiadacza/posiadaczkę do walki z obecnym mistrzem świata lub mistrzynią kobiet w dowolnym miejscu i czasie. Kontrakt może zostać wykorzystany do 12 miesięcy od dnia zdobycia walizki Money in the Bank. W tegorocznej edycji do Money in the Bank ladder matchu wyznaczono trzech zawodników oraz trzy zawodniczki z brandu Raw, a także trzech zawodników oraz trzy zawodniczki z brandu SmackDown.

### Wpływ COVID-19

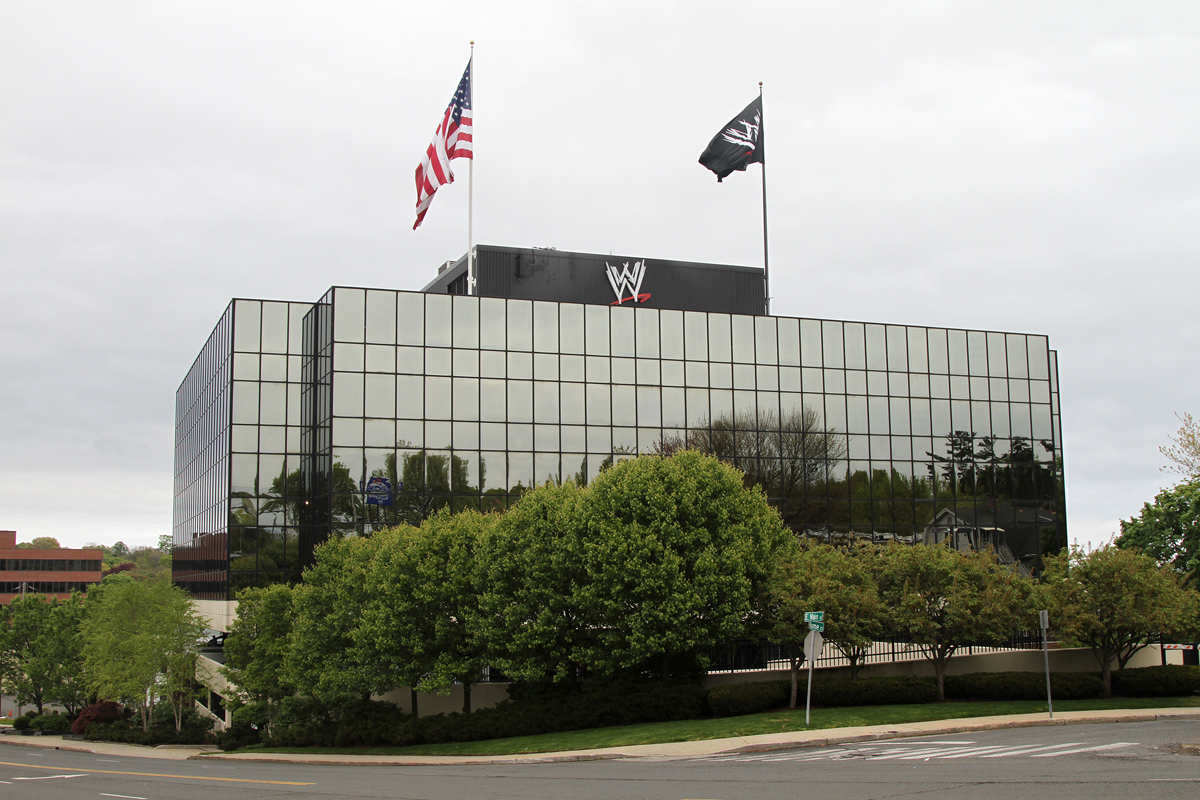
Siedziba WWE (od 2012), miejsce gdzie odbyły się męski i żeński Money in the Bank ladder match

Podobnie jak w przypadku innych programów WWE od 13 marca 2020 roku, pandemia COVID-19 wymusiła zmiany w pay-per-view; Pierwotnie ogłoszono, że Money in the Bank odbędzie się 10 maja 2020 roku w Royal Farms Arena w Baltimore w stanie Maryland. Jednak 30 marca, na tydzień przed WrestleManią 36, gubernator stanu Maryland Larry Hogan wydał nakaz pozostania w domu. Reklama promująca Money in the Bank z 10 maja wyemitowana podczas części 2 WrestleManii 36 z dnia 5 kwietnia, ale bez odniesienia do miasta lub miejsca. Następnie Royal Farms Arena odwołała wszystkie wydarzenia z powodu pandemii i zaczęła wydawać zwroty pieniędzy.
WWE początkowo nie ogłosiło, czy gala nadal będzie miała miejsce w innym miejscu (takim jak WWE Performance Center w Orlando w stanie Floryda, gdzie większość pokazów WWE dla Raw i SmackDown, która odbywała się od 13 marca), ale 17 kwietnia na odcinku SmackDown ogłoszono, że dwie walki Money in the Bank ladder match odbędą się w globalnej siedzibie WWE w Stamford w stanie Connecticut. Do walki dodano także nowy gimmick „Corporate Ladder”, w której uczestnicy musieli przemieszczać się z parteru budynku na dach, aby zlokalizować walizki zawieszone nad rigiem na dachu. Zapowiedziano również, że walki mężczyzn i kobiet odbędą się w tym samym czasie. Wraz ze zmianami formatu liczba uczestników w każdej walce również została zmniejszona do sześciu; od wydarzenia z 2018 roku zarówno w ladder matchu mężczyzn, jak i kobiet brało udział ośmiu zawodników, którzy zostali równo podzieleni między brandy Raw i SmackDown. Chociaż ladder matche zostały wstępnie nagrane 15 kwietnia jako cinematic matche, w dniu gali potwierdzono, że wszystkie inne walki odbędą się na żywo z WWE Performance Center bez realnej publiczności.

### Rywalizacje
Na Super ShowDown, "The Fiend" Bray Wyatt stracił Universal Championship na rzecz Goldberga, który z kolei stracił tytuł na rzecz Brauna Strowmana podczas części 1 WrestleManii 36. Na następnym odcinku SmackDown, Wyatt przerwał Strowmanowi po jego walce i przypomniał mu, że to on sprowadził go do WWE ze swoją starą stajnią Wyatt Family. Następnie stwierdził, że chce odzyskać swój tytuł, a Strowman przyjął wyzwanie na walkę, która została zaplanowana na Money in the Bank, ale przeciwko normalnemu Wyattowi zamiast The Fiend.
Walki kwalifikacyjne do Money in the Bank ladder matchu kobiet rozpoczęły się 13 kwietnia na odcinku Raw. Asuka, Shayna Baszler i powracająca Nia Jax zakwalifikowały się do walki, pokonując odpowiednio Ruby Riott, Sarah Logan i Kairi Sane. Dana Brooke następnie zakwalifikowała się pokonując Naomi 17 kwietnia na odcinku SmackDown. W następnym tygodniu na SmackDown, Lacey Evans pokonała Sashę Banks i zakwalifikowała się do walki. Carmella wygrała ostatnie miejsce, pokonując Mandy Rose 1 maja na SmackDown.
Walki kwalifikacyjne do Money in the Bank ladder matchu mężczyzn rozpoczęły się 17 kwietnia na odcinku SmackDown, gdzie Daniel Bryan zakwalifikował się pokonując pokonał Cesaro. Na następnym Raw, Aleister Black, Apollo Crews i Rey Mysterio zakwalifikowali się do walki, pokonując odpowiednio Austina Theory’ego, Montela Vontaviousa Portera (MVP) oraz Murphy’ego. King Corbin następnie zakwalifikował się pokonując Drew Gulaka 24 kwietnia na odcinku SmackDown. 27 kwietnia na Raw, Crews doznał kontuzji lewego kolana podczas walki o United States Championship przeciwko Andrade, usuwając go z Ladder matchu. Otis zakwalifikował się jako następny, pokonując Dolpha Zigglera 1 maja na SmackDown.  4 maja na Raw, AJ Styles – w swoim pierwszym występie od czasu, gdy został pochowany żywcem przez The Undertakera na WrestleManii – wygrał walkę Last Chance Gauntlet match i zajął ostatnie miejsce zwolnione przez Crewsa.
Podczas części 2. WrestleManii 36, Tamina została wyeliminowana jako pierwsza w Fatal 5-Way elimination matchu o SmackDown Women’s Championship, ponieważ wszystkie inne zawodniczki rzuciły się na nią w celu zdobycia przypięcia; Bayley następnie zachowała tytuł. Na następnym odcinku SmackDown, Tamina zwróciła uwagę na fakt, że Bayley ani żadna inna zawodniczka w tej walce faktycznie ją nie pokonała i wyzwała Bayley na pojedynek o mistrzostwo. Bayley odpowiedziała, że zgodzi się, ale pod warunkiem, że Tamina pokona jej przyjaciółkę Sashę Banks, co zrobiła w następnym tygodniu, aby zdobyć walkę o tytuł na Money in the Bank.
Podczas części 1. WrestleManii 36, Seth Rollins przegrał z Kevinem Owensem, podczas gdy w walce wieczoru części 2., Drew McIntyre pokonał Brocka Lesnara i zdobył WWE Championship. 13 kwietnia na odcinku Raw, Rollins stwierdził, że przegrywając z Owensem, został ukrzyżowany i teraz naprawdę zmartwychwstał (wkupując się w jego gimmick „Mesjasz poniedziałkowej nocy”). Później zaatakował McIntyre’a po walce tego ostatniego i wykonał na nim dwa Stompy. W następnym tygodniu McIntyre wyzwał Rollinsa na walkę na Money in the Bank z tytułem na szali, stwierdzając, że jako mistrz musi stawić czoła najlepszym. Rollins odpowiedział, zauważając ich podobieństwa, takie jak te, że obydwaj byli mistrzami NXT, a także, że obaj pokonali Lesnara, aby wygrać światowe mistrzostwa na WrestleManii (co Rollins zrobił dwukrotnie, najpierw na WrestleManii 31 o WWE Championship – w tym czasie zwanym WWE World Heavyweight Championship – i ponownie na WrestleManii 35 o Universal Championship). Rollins następnie przyjął wyzwanie McIntyre’a.
17 kwietnia na odcinku SmackDown, Big E z The New Day pokonał Jeya Uso (reprezentującego The Usos) i broniącego drugiego mistrza The Miza (reprezentującego siebie i Johna Morrisona) w Triple Threat matchu, aby wygrać SmackDown Tag Team Championship dla The New Day. W następnym tygodniu Lucha House Party (Lince Dorado i Gran Metalik) wyszło, aby rzucić wyzwanie New Day, ale zostało przerwane przez Miza i Johna Morrisona, którzy również rzucili wyzwanie The New Day. The Forgotten Sons (Steve Cutler, Jaxson Ryker, i Wesley Blake) zadebiutowali na SmackDown, ogłaszając, że przejmą dywizję Tag Teamów brandu, zanim zaatakowali New Day. W następnym tygodniu The Forgotten Sons (Cutler i Blake) pokonali The New Day (Big E i Kofi Kingston) w walce bez tytułu na szali, w którym komentowali Miz i Morrison. Następnie ogłoszono, że The New Day będą bronić SmackDown Tag Team Championship przeciwko The Forgotten Sons, Mizowi i Morrisonowi oraz Lucha House Party w Fatal 4-Way Tag Team matchu na Money in the Bank.

## Wyniki walk
| Nr                                                                   | Wyniki | Stypulacje                                                                | Czas  |
| -------------------------------------------------------------------- | --- | ------------------------------------------------------------------------- | ----- |
| 1P                                                                   | Jeff Hardy pokonał Cesaro | Singles match                                                             | 13:51 |
| 2                                                                    | The New Day (Big E i Kofi Kingston) (c) pokonali The Forgotten Sons (Steve’a Cutlera i Wesleya Blake’a) (z Jaxsonem Rykerem), The Miza i Johna Morrisona oraz Lucha House Party (Grana Metalika i Lince’a Dorado) | Fatal 4-Way Tag Team match o WWE SmackDown Tag Team Championship          | 12:00 |
| 3                                                                    | Bobby Lashley pokonał R-Trutha | Singles match                                                             | 1:40  |
| 4                                                                    | Bayley (c) (z Sashą Banks) pokonała Taminę | Singles match o WWE SmackDown Women’s Championship                        | 10:30 |
| 5                                                                    | Braun Strowman (c) pokonał Braya Wyatta | Singles match o WWE Universal Championship                                | 10:55 |
| 6                                                                    | Drew McIntyre (c) pokonał Setha Rolinsa | Singles match o WWE Championship                                          | 19:22 |
| 7                                                                    | Asuka pokonała Carmellę, Danę Brooke, Lacey Evans, Nię Jax i Shaynę Baszler | Money in the Bank ladder match o WWE Raw Women’s Championship             | 22:00 |
| 8                                                                    | Otis pokonał AJ Stylesa, Aleistera Blacka, Daniela Bryana, Kinga Corbina i Reya Mysterio | Money in the Bank ladder match o kontrakt na walkę o światowe mistrzostwo | 27:15 |
| (c) – mistrz/mistrzyni przed walkąP – walka miała miejsce w pre-show | |                                                                           |       |